# Kurd del nord
El kurd del nord (کوردیا ژۆرین, kurdiya jorîn), també dit kurmanji (کورمانجی, kurmancî), és un grup de dialectes kurds predominantment parlats al sud-est de Turquia, al nord-oest de l'Iran, al nord de l'Iraq i al nord de Síria. És el dialecte més estès del grup del kurd. Encara que el kurd és generalment categoritzat entre les llengües iranianes juntament amb el balutxi, també comparteix molts trets amb altres llengües iranianes com el persa. Aparentment, a causa de la llarga presència i de contactes històrics intensos, algunes autoritats han volgut classificar el kurmanji com a «llengua» iraniana del sud.

## Escriptura i alfabet
El dialecte kurd del nord, és el dialecte més comú del grup del kurd, parlat pel 80% de la població del Kurdistan, on viuen la majoria de parlants. Dins de Turquia utilitza l'alfabet llatí, però en les altres regions kurdes també és habitual l'ús d'un alfabet àrab adaptat. El text més antic en llengua kurda data del segle xvi.
El kurmanji és la llengua cerimonial del iazidisme. El seu llibre sagrat, Mishefa Reş, ‘Llibre Negre’, i totes les pregàries són escrites i recitades en kurmanji.

## Dialectes
El kurd del nord forma un continuum dialectal amb una gran variabilitat. En gros, es poden distingir cinc àrees dialectals:
- Kurmanji del nord-oest, parlat en Kahramanmaraş, Malatya i Sivas, províncies de Turquia.
- Kurmanji del sud-oest, parlat en Adıyaman, Gaziantep i Şanlıurfa, províncies de Turquia, i en la governació d'Alep, a Síria.
- Kurmanji del nord o Serhed, parlat en Ağrı, Erzurum i Muş, províncies de Turquia, així com en àrees adjacents.
- Kurmanji del sud, parlat en la governació d'Al-Hasakah, a Síria, el Sinjar, a l'Iraq, i en diverses parts adjacents de Turquia que es troben en el les províncies de Mardin i Batman.
- Kurmanji del sud-oest o badînî, parlat en la província de Hakkâri, a Turquia, i en la governació de Dohuk, al Kurdistan iraquià.
- Kurmanji anatolià, parlat en l'Anatòlia Central, especialment a Konya, Ankara, Aksaray.

El cas més distintiu pel que fa als dialectes del sud és el del Badînî.